# یواس‌اس جان ام بیرمنگام (دی‌ای-۵۳۰)
یواس‌اس جان ام بیرمنگام (دی‌ای-۵۳۰) (به انگلیسی: USS John M. Bermingham (DE-530)) یک کشتی بود. این کشتی در سال ۱۹۴۳ ساخته شد.